# Klæger
Klæger (Tabanidae) er en familie af fluer med omkring 4.000 arter over hele verden. Hunnerne suger blod fra pattedyr og fugle.

## Udseende
Klæger er kraftige fluer med en længde på 6-30 mm. De er oftest sorte, grå eller brune. Bagkroppen er bred og har ofte lysende bånd eller farvetegninger. Hovedet er fladt og rundt med store, farverige, mønstrede øjne. Nogle kan ligne bier. Hunnerne har stikkende munddele som kan gennembryde hud. Hannerne kan ikke bide.

## Levevis
Klæger lever af pollen og nektar. Hunnerne suger også blod fra pattedyr og fugle. De kan være et alvorligt problem for husdyr og overføre sygdomme til både dyr og mennesker. Klæger lægger normalt deres æg i våd jord nær søer eller vandløb eller i rådnende træ. Larverne lever af smådyr som orme, krebsdyr og andre insektlarver.

## Billeder
- Hoved af klægen Tabanus atratus med store stribede øjne.
- Regnklæg suger blod fra hest.
- Klægen Chrysops caecutiens
- Klægen Tabanus eggeri
- Okseklæg.
- Hesteklæg.
- Hoved af Hesteklæg.